# جامعة فرناندو بيسوا
جامعة فرناندو بيسوا (بالبرتغالية: Universidade Fernando Pessoa‏) هي جامعة خاصة تقع في بورتو وبونتي دي ليما، البرتغال. تأسست عام 1996 وسميت على اسم الكاتب والشاعر البرتغالي الشهير فرناندو بيسوا.